# Tangasauridae
Tangasauridae es una familia extinta de diápsidos eosuquios. Sus especímenes se han hallado en rocas que datan del Pérmico Superior al Triásico Inferior en el Grupo Sakamena del oeste de Madagascar. Estos vivieron junto a otros taxones presentes en el Grupo Sakamena, incluyendo temnospóndilos, rincosaurios, y eucinodontes gonfodontes. Se han hallado numerosos fósiles de los miembros más comunes de esta familia como Hovasaurus y Thadeosaurus en diferentes estados de desarrollo ontogénico. Material adicional de la Formación Media Sakamena de la Cuenca Morondava de Madagascar que data de principios del período Triásico sugiere que los Tangasauridae fueron relativamente poco afectados por la Extinción masiva del Pérmico-Triásico.

## Descripción y filogenia
Los tangasáuridos son conocidos por haber sido un grupo muy derivado de diápsidos. Una subfamilia, los Kenyasaurinae, está compuesta de taxones que eran completamente terrestres. Poseían dedos de los pies largos y esternones muy desarrollados para vivir en tierra. De otro lado se encuentra la subfamilia Tangasaurinae, que incluía taxones adaptados para la vida acuática. Estos tenían pies palmeados y colas aplanadas lateralmente que les permitían moverse por el ambiente de lagos de agua dulce presentes en su época. Debido a sus notorias características acuáticas ya habían aparecido en ese entonces, se ha sugerido que los tangasáuridos fueron los ancestros directos del superorden Sauropterygia, que incluye a muchos reptiles marinos muy avanzados como los placodontes, notosaurios y plesiosaurios.

### Clasificación
A pesar de la controversia sobre la definición del orden Eosuchia (al cual se considera que pertenecen los Tangasauridae) y por tanto que taxones deberían ser incluidos en este, la posición de los tangasáuridos como parte de este grupo ha sido raramente cuestionada. Un orden alternativo ha sido propuesto para resolver las dificultades que supone Eosuchia, los Younginiformes. Debido a que sus huesos cuadratoyugal y yugal se encuentran para formar un arco en el cráneo, que es una características de muchos diápsidos primitivos, los tangasáuridos podrían ser incluidos en los Younginiformes.
Tangasauridae se divide en dos subfamilias, que son las que siguen:
- Familia Tangasauridae

- Subfamilia Kenyasaurinae

- Kenyasaurus
- Thadeosaurus

- Subfamilia Tangasaurinae

- Hovasaurus
- Tangasaurus